# Suizy-le-Franc
Suizy-le-Franc je francouzská obec v departementu Marne v regionu Grand Est. Žije zde 106 obyvatel.

## Geografie

### Sousední obce
| Růžice kompasu |                 | Igny-Comblizy           |                 | Růžice kompasu |
| Růžice kompasu | Orbais-l'Abbaye | Sever                   | Mareuil-en-Brie | Růžice kompasu |
| Růžice kompasu | Orbais-l'Abbaye | Suizy-le-Franc          | Mareuil-en-Brie | Růžice kompasu |
| Růžice kompasu | Orbais-l'Abbaye | Jih                     | Mareuil-en-Brie | Růžice kompasu |
| Růžice kompasu |                 | La Chapelle-sous-Orbais | Corribert       | Růžice kompasu |